# Rette mich
«Rette Mich» (с нем. — «Спаси меня») — песня немецкой рок-группы Tokio Hotel. Песня является частью альбома Schrei 2005 года, а также вошла в сборник Viva Hits Vol.2, составленный компанией VIVA Polska. Позже сингл был переведен на английский язык и выпущен под названием Rescue Me, вошедший в альбом Scream.

## Перечень форматов и дорожек
- CD синглы

1. Rette Mich — Video Version
2. Rette Mich — Akustik Version
3. Thema Nr. 1 — Demo 2003

## Чарты
| Чарты (2007)         | Место |
| -------------------- | ----- |
| Ö3 Austria Top 40    | 1     |
| German Singles Chart | 1     |
| Swiss Singles Chart  | 6     |